# VLT Survey Telescope

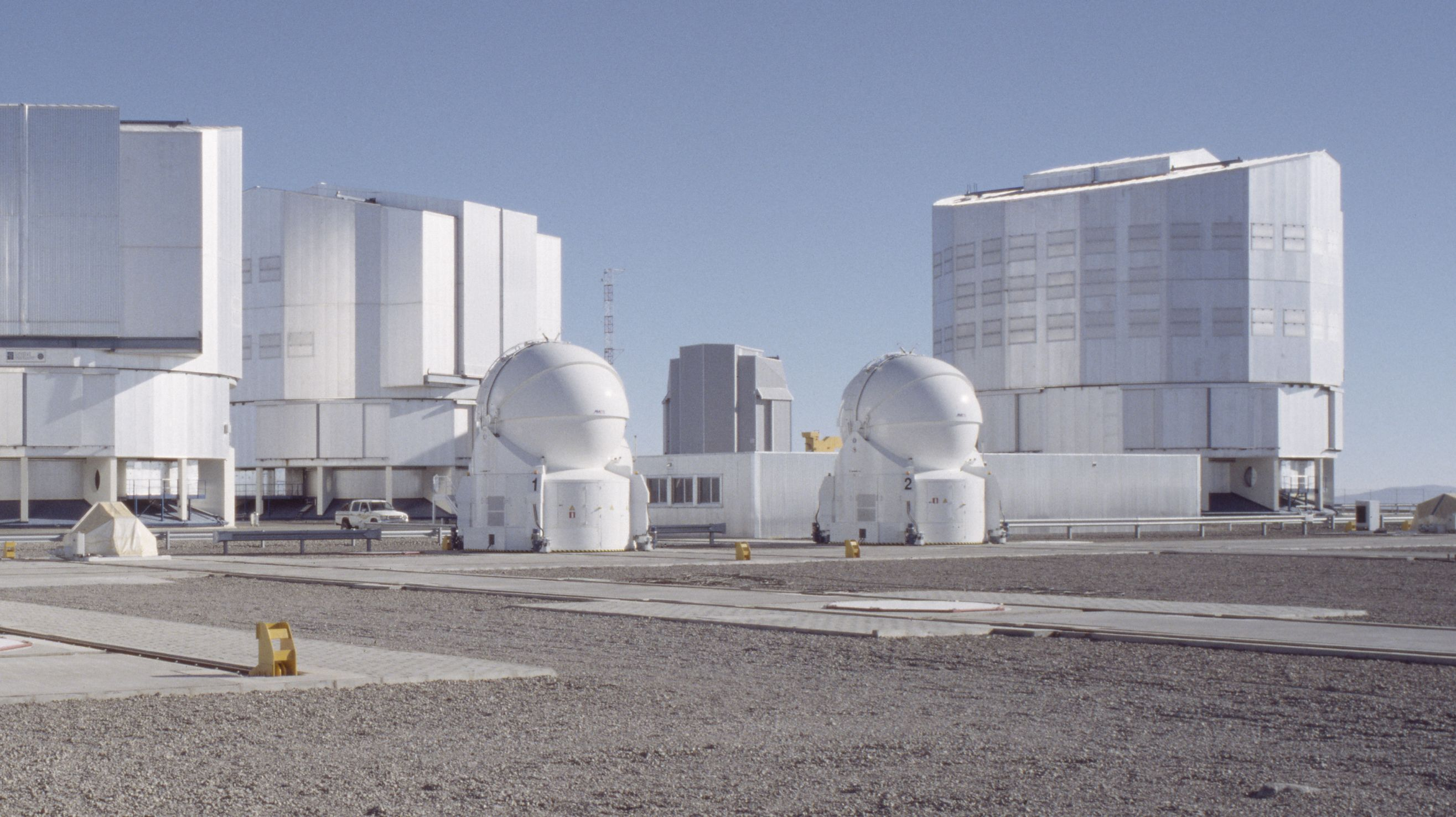
A VST épülete a VLT kupolái között, előtérben a két kisebb, mozgatható távcsőkupola

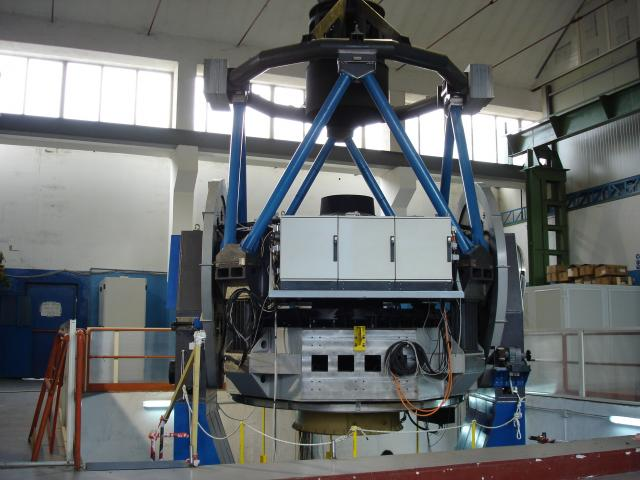
A VST

A VLT Survey Telescope (VLT Felmérő Távcső, rövidítve VST) égboltfelmérési program, melyet az ESO végez, illetve az erre a célra épített távcső. A program célja a déli égbolt felmérése.
A felmérés céljára épített, 2,6 méter átmérőjű távcső előreláthatóan 2009 tavaszától üzemel,  a 2635 méter magas Cerro Paranal hegyre (Atacama-sivatag, Chile), a VLT távcsövek mellé épült.